# 西法克斯

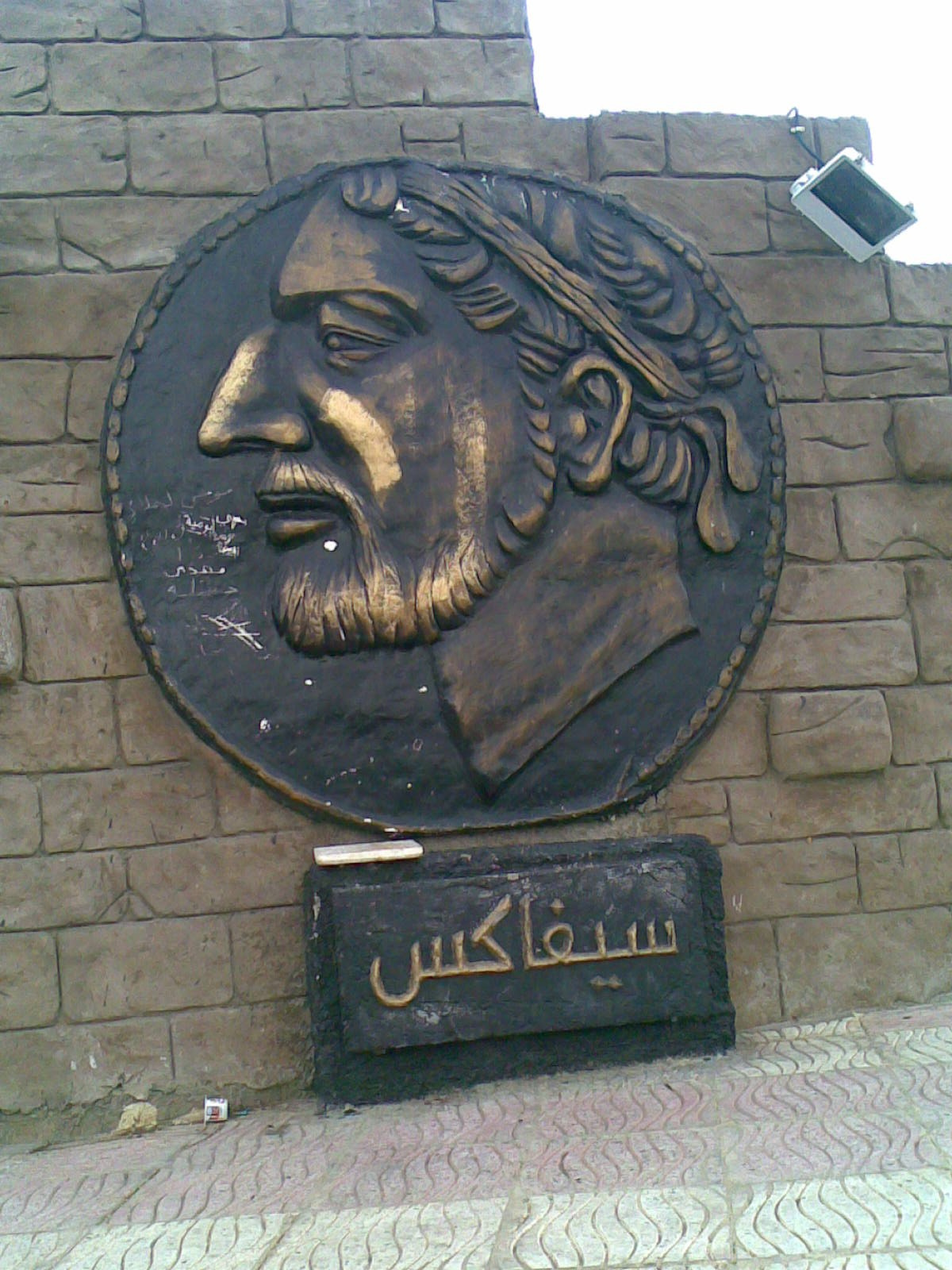
西法克斯

西法克斯（？—前203年）是一位西努米底亚国王、马塞西利部落的酋长，约活跃于公元前3世纪后期。他的事迹在李维的《罗马建国史》中有记载。
前218年，当迦太基和罗马之间爆发第二次布匿战争的时候，西法克斯倾向于支持罗马。前213年，西法克斯与罗马结为同盟，罗马派遣军事顾问为他训练兵卒。当时东努米底亚由支持迦太基的马西利部落酋长伽拉统治，随即西法克斯攻击东努米底亚。前206年，伽拉病逝，其子马西尼萨与奥扎尔采斯争夺王位。西法克斯乘机出兵征服了东努米底亚。
大西庇阿率罗马军队在伊利帕戰役中击败迦太基，遣副将盖乌斯·莱利乌斯造访努米底亚，希望同他签订条约。西法克斯拒绝与罗马签订任何条约，西庇阿便派出两艘五列桨座战船（quinquereme）去努米底亚，欲迫使他签订条约。与此同时，迦太基将领哈斯德鲁巴·吉斯戈率领七艘三列桨座战船从西班牙逃归，途经此处，与这两艘罗马战船遭遇。由于这是中立国家的港口，吉斯戈不敢冒然发动进攻。西法克斯便邀请双方都赴宴。西法克斯与吉斯戈都被大西庇阿的个人魅力所折服。
与此同时，东努米底亚的马西尼萨认为罗马会赢得战争，便转而投向罗马。吉斯戈不得不寻找新的盟友。吉斯戈看中了西法克斯，同时解除了自己女儿索福尼斯巴与马西尼萨的婚约，将其嫁给了西法克斯。
在迦太基与西努米底亚建立同盟之后，迦太基在北非的势力变得强大。在此后的战役里，罗马处于劣势，大西庇阿被迫抛弃烏提卡城。但在之后的巴格布拉德斯战役中，由于马西尼萨的参战，大西庇阿几乎全歼由吉斯戈和西法克斯所率的迦太基、西努米底亚联军，扭转了战局。西法克斯战败逃跑，他的部下都抛弃了他。罗马和东努米底亚军队追击西法克斯，西法克斯被受伤的战马掀翻在地，被东努米底亚军队俘获，献给马西尼萨。随即马西尼萨进入西努米底亚都城，宣布统一了努米底亚，并迎娶索福尼斯巴为妻。
西法克斯被马西尼萨移交给大西庇阿，随后被送往意大利，囚禁在提布尔（今蒂沃利）。不久逝世。
大西庇阿胁迫马西尼萨将索福尼斯巴献给罗马，以在凯旋式上展出。索福尼斯巴不愿受辱，服毒而死。
今日突尼斯的斯法克斯因他的名字而命名。